# 1999년 11월
| 1999년: 1월 · 2월 · 3월 · 4월 · 5월 · 6월 · 7월 · 8월 · 9월 · 10월 · 11월 · 12월 |

| <          | 1999년 11월 | 1999년 11월 | 1999년 11월 | 1999년 11월 | 1999년 11월 | >          |
| 일         | 월          | 화          | 수          | 목          | 금          | 토         |
|            | 1 9.24 정사 | 2 25 무오   | 3 26 기미   | 4 27 경신   | 5 28 신유   | 6 29 임술  |
| 7 30 계해  | 8 10.1 갑자 | 9 2 을축    | 10 3 병인   | 11 4 정묘   | 12 5 무진   | 13 6 기사  |
| 14 7 경오  | 15 8 신미   | 16 9 임신   | 17 10 계유  | 18 11 갑술  | 19 12 을해  | 20 13 병자 |
| 21 14 정축 | 22 15 무인  | 23 16 기묘  | 24 17 경진  | 25 18 신사  | 26 19 임오  | 27 20 계미 |
| 28 21 갑신 | 29 22 을유  | 30 23 병술  |             |             |             |            |

| 편집하기 |

## 1999년11월 26일
- 인도네시아에서 암본 충돌 개입으로 29명이 사망하고 120명의 부상자가 발생했다.

## 1999년11월 22일
- 당산철교가 재개통되었다.

## 1999년11월 6일
- 오스트레일리아가 군주제 폐지안을 부결시켰다.